# Galeazzo Campi

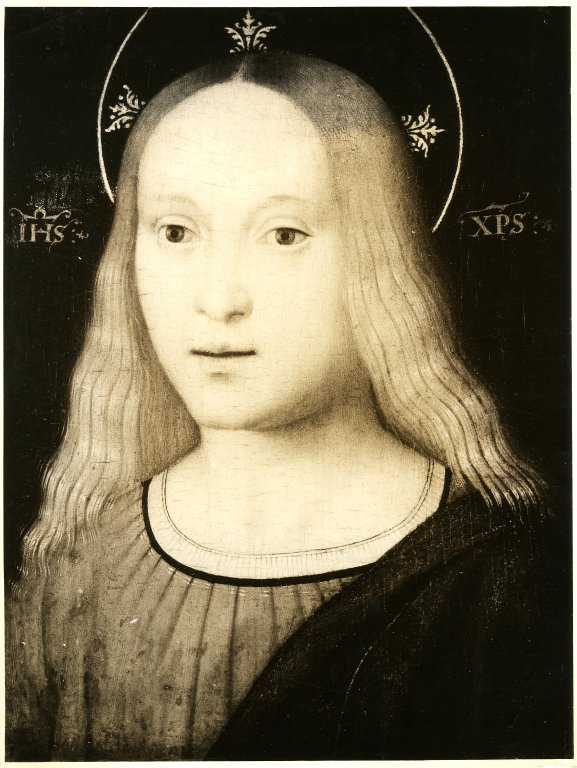
Retrat de Crist jove, Brooklyn Museum.

Galeazzo Campi (Cremona, cap a 1477 - 1536) va ser un pintor italià del Renaixement, actiu a la seva ciutat natal de Cremona i patriarca d'una dinastia d'artistes. Fills seus van ser els també pintors Giulio, Antonio i Vincenzo Campi.

## Biografia
Nascut a Cremona, no hi ha seguretat absoluta sobre l'any del seu naixement, encara que la crítica tendeix a situar-lo cap a 1477, basant-se en diversos indicis. Sembla que la seva formació va tenir lloc al taller de Boccaccio Boccaccino. De 1515 data la seva primera obra documentada, una taula amb la Resurrecció de Llàtzer per a l'església de San Lazzaro a Cremona, ara derruïda. Queda constància documental d'altres encàrrecs per a esglésies de la ciutat, figurant pagaments per obres lamentablement perdudes.
Entre la seva primera producció es pot destacar el políptic de San Giovanni in Croce, que revela bé clar el deute contret amb artistes com Lorenzo Costa i Perugino, amb traces d'Andrea Mantegna. Altres obres una mica posteriors semblen acostar-lo més al seu mestre Boccaccino. El seu estil es va suavitzar un punt i va abandonar les rigideses de les seves primeres obres per imbuir-se d'una paleta de colors més càlida de derivació veneciana. En els seus últims anys va tornar a refugiar-se en les formes arcaiques de la seva joventut, pel que al llum de les seves obres conegudes, les innovacions del seu temps sol el van afectar superficialment, incapaç potser d'entendre-les a fons.
A més a més dels seus fills, un dels seus més fidels deixebles i col·laboradors va ser el pintor Tommaso Aleni, l'obra del qual de vegades és indistingible de la del seu mestre.

## Obres destacades
- Retrat de Jesús jove, (1510-1515, Brooklyn Museum, Nova York)
- Políptic de San Giovanni in Croce
- Pare Etern Beneint (Pinacoteca de Cremona)
- Circumcisió (Col·lecció Bagatti Valsecchi, Milà)
- Assumpció de la Mare de Déu (San Abbondio, Cremona)
- Políptic de Santa María Magdalena
- Mare de Déu amb l'Infant (atribució dubtosa, Ca' d'Oro, Venècia)
- Mare de Déu amb l'Infant i els sants Blas i Antoni (1517, Pinacoteca de Brera, Milà)
- Mare de Déu amb l'Infant i els sants Sebastià i Roc (1518, San Sebastiano, Cremona)
- Mare de Déu amb l'Infant (Museu Fitzwilliam, Cambridge)
- Mare de Déu amb l'Infant i sants (1519, Accademia Carrara, Bergamo)
- Sant Pere entronitzat amb Sant Felip i Sant Pau (1528, església parroquial de Solarolo Rainerio)